# Dr. Eggman
Doktor Ivo "Eggman" Robotnik er en fiktiv person i Sonic-universet. Han er en gal videnskabsmand med en IQ på 300. Han er Sonic the Hedgehogs ærkefjende og har altid planer om at stjæle de syv kaos-smaragder, så han kan overtage verdensherredømmet og indføre 'Eggman-imperiet'. Det er Sonic og hans venners job at sætte en stopper for det.
Dr. Eggman debuterede sammen med Sonic i det første Sonic the Hedehog-spil i 1991. Han er en høj fed mand med skaldet hoved, strittende stort overskæg, mærkelige briller og altid iført en rød jakke og han har hvide handsker på.
I hans klassiske design i de klassiske Sonic-spil fra 90'erne var hans krop formet som et æg, hvorfor han var døbt Dr. Eggman. Han blev dog kaldt for Dr. Robotnik i USA indtil 1999, men fra og med Sonic Adventure, ændrede hans navn til Dr. Eggman der også.
I filmen Sonic the Hedgehog fra 2020 og efterfølgeren fra 2022, er det Jim Carrey, der spiller Dr. Eggman.